# 沿岸警備隊十字章 (アメリカ合衆国)
沿岸警備隊十字章（えんがんけいびたいじゅうじしょう、英：Coast Guard Cross、CGC）は、アメリカ合衆国のアメリカ沿岸警備隊の軍人に対して授与される勲章。国土安全保障省が「武装した敵との戦闘において並外れた英雄的行為をした沿岸警備隊員」に授与する。沿岸警備隊においては、名誉勲章に次ぐ第2位の高位勲章。2010年10月15日に、アメリカ合衆国議会がアメリカ沿岸警備隊の隊員が並外れた英雄的行為をとったことを表彰する目的で承認し、制定された。なお、海軍省で勤務する隊員には、海軍十字章の受章資格が発生する。この勲章は運用中であるものの、いまだに授与されていないため、アメリカ軍の勲章の中でも、最も稀な勲章である。
これに相当する勲章として陸軍省が陸軍の軍人に授与する殊勲十字章（Distinguished Service Cross）、海軍省が海兵隊及び海軍の軍人に授与する海軍十字章（Navy Cross）、空軍省が空軍及び宇宙軍の軍人に授与する空軍十字章（Air Force Cross）が制定されている。

## 歴史
アメリカ沿岸警備隊は、戦時中は海軍省に編入される。合衆国法典第14編第103条 14 U.S.C. § 103によれば「沿岸警備隊の職員は、海軍省及び海軍に勤務する職員と同じ基準で、謝礼、勲章及びその他の名誉を表彰する記章を授与される資格を有する。」と規定されている。この規定に従い、戦闘などの武装行為に従事している沿岸警備隊員が並外れた英雄的行為をした場合は、海軍十字章が授与されてきた。第二次世界大戦中には、6人の沿岸警備隊員（4人の士官と2人の下士官）に海軍十字章が授与された。
1949年8月4日、公法63-535（Public Law 63-535）が可決され、 合衆国法典第14編第2736条 14 U.S.C. § 2736と合衆国法典第14編第2739条 14 U.S.C. § 2739が施行された。この法典により、沿岸警備隊功労勲章とコーストガードメダルが制定された。これらの勲章は、海軍省のネイビー・アンド・マリーンコー・メダルと同位の勲章として制定され、海軍省に勤務していない沿岸警備隊員に対し、同じ基準で授与することを目的とするものだった。これにより、海軍省に編入されていない時の沿岸警備隊の活動に対する独自の勲章や記章の制定化が始まった。1963年の公法88-77（Public Law 88-77）では、海軍省に編入されていない時でも、基準を満たした場合には、沿岸警備隊員に名誉勲章が授与できる旨を許可した。
2010年10月15日、公法111-281（Public Law 111-281）が可決され、合衆国法典第14編第2735条 14 U.S.C. § 2735によって沿岸警備隊十字章が制定された。

## 条件
合衆国法典第14編第2735条 14 U.S.C. § 2735は、海軍省に編入されていない際の沿岸警備隊において、いかなる立場で奉仕しているかに関わらず、隊員が、名誉勲章に該当しない並外れた英雄的行為をした時に、大統領が表彰するために沿岸警備隊十字章を授与することを定めた。その条件は、以下の通りある。
- アメリカの敵に対して行動を起こしている時である。
- アメリカの敵とは、外国の敵対勢力又はテロ指定組織である。
- アメリカの直接的な交戦国でなくとも、友好国とその軍隊が対峙している交戦国との武力紛争に従事した時も含む。

## デザイン
沿岸警備隊十字章の主要な部分は、4本の装飾された腕から構成される十字架である。この十字架は、24kの純金のメッキでコーティングされている。十字架の高さは2 1/4インチ、幅は1 3/4インチとなっている。そして十字架の腕の間には、錨がデザインされている。
十字架の中心には、26枚のオリーブの葉で周囲を装飾されたアメリカ合衆国の国章のデザインと同じ盾が意匠されている。縦の縞模様は赤と白のストライプが交互に描かれ、上部の横線には青地に五芒星が描かれている。
勲章の裏面は、表面と違い中央の盾がない。その代わりに中央上部にはアーチ形にFOR、中央下部にはアーチ形にVALORの碑文が刻まれている。
この勲章は、長さ1 3/8インチの濃紺の綬によって吊り下げられている。綬の中央には、5/32インチの緋色の縦縞模様が描かれ、1/16インチの白色で囲まれたウルトラマリンの縦縞模様がその両側に描かれている。
沿岸警備隊十字章は、アメリカ陸軍紋章研究所によって考案されたものである。